# Robert H. Treman State Park
Robert H. Treman State Park ist ein State Park im Gemeindegebiet von Ithaca, Enfield und Newfield, einem Teil der Region der Finger Lakes. Der Park umfasst 1110 acre (4,5 km²). Er gehört zu den Parks im Tompkins County, die für ihre Wasserfälle bekannt sind.

## Geschichte
Treman erwarb 1915 Land rund um die Enfield Falls und ließ über 1000 Bäume pflanzen. Zusammen mit seiner Frau, Laura Treman, schenkte er 1920 das Land dem New York State, damit der Enfield Glen State Park eingerichtet werden sollte. 1937 erhielt der Park den heutigen Namen zu Ehren von Robert H. Treman, als dieser verstarb.
Die Gebäude Enfield Falls Mill and Miller’s House wurden 1979 in das National Register of Historic Places aufgenommen.

## Geographie
Der State Park liegt südwestlich von Ithaca. Heute verläuft die State Route 327 entlang seiner Nordgrenze und an der Ostseite verlaufen die State Routes 13, 34 und 96. Der Park zieht sich entlang des tief eingeschnittenen Enfield Glen. Der westlichste Punkt liegt in der Nähe der Mündung des Fish Kill in den Enfield Creek und bald danach stürzt sich der Fluss über die Lucifer Falls, einen Wasserfall mit verschiedenen Abschnitten und einer Gesamthöhe von 115 ft (35 m). in der Schlucht gibt es noch weitere Kaskaden, die östlichsten davon sind die Lower Falls in der Nähe der Route 13.

## Freizeitmöglichkeiten
Gorge Trail und Rim Trail (4,5 mi, 7,2 km) bieten malerische Ansichten der Schlucht, sind allerdings im Winter aufgrund von Schnee und Glätte gesperrt. Außerdem gibt es im Park einen natürlichen Pool, in dem man baden kann, Picknickplätze, Spielplätze und Campingmöglichkeiten.

## Galerie

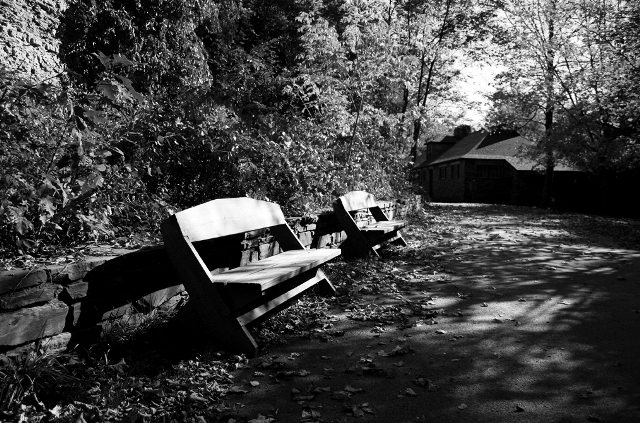
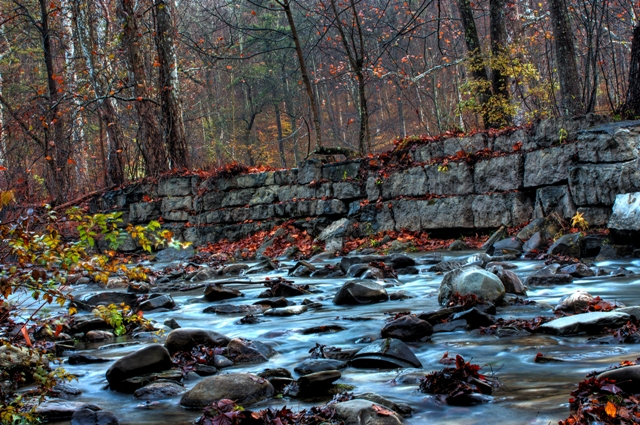
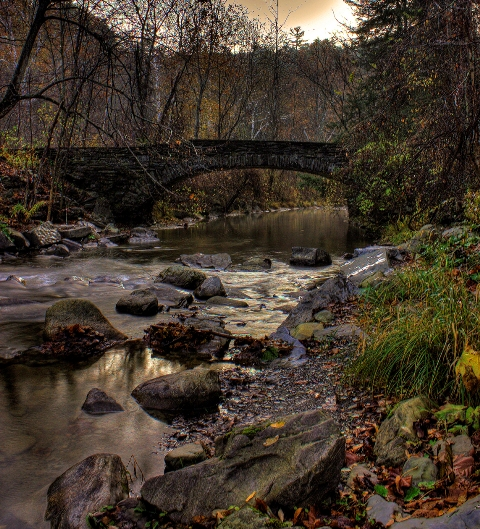
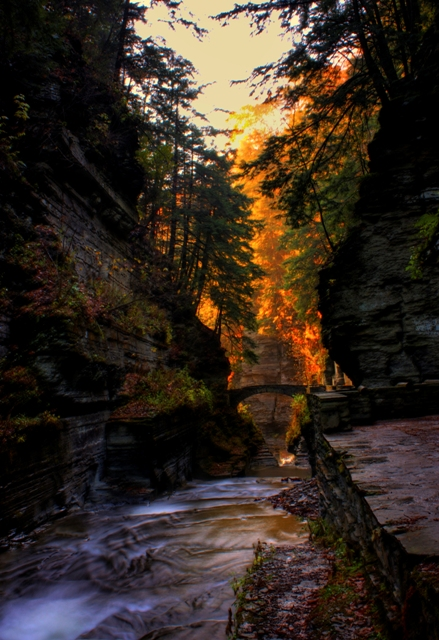
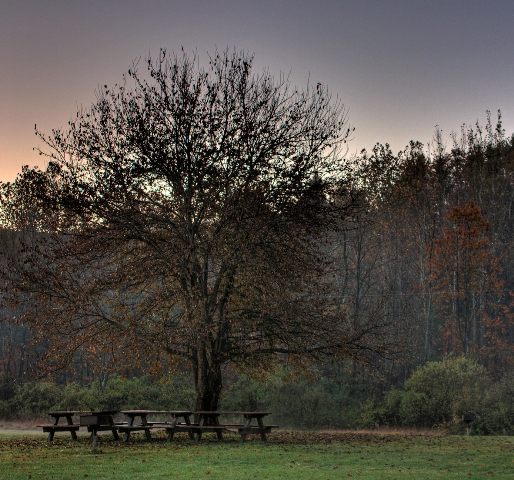